# Magsäckscancer
Magsäckscancer, cancer i magen eller ventrikelcancer sker till följd av en cancerutveckling av slemhinnan i magen. Tidiga symptom kan vara: halsbränna, smärta högt upp i buken, illamående och aptitlöshet. I ett senare skede kan bland annat viktminskning, gulsot, kräkningar, sväljsvårigheter och blod i avföringen förekomma. Cancern kan sprida sig från magen till andra delar av kroppen, särskilt lever, lungor, ben, slemhinnan i magen och lymfkörtlar.
Den vanligaste orsaken är infektion av bakterien Helicobacter pylori, som ligger bakom mer än 60% av fallen. Vissa typer av H. pylori medför större risk än andra. Andra vanliga orsaker är att äta syrade grönsaker och att röka. Kring 10 procent av fall verkar gå i familjer och mellan en och tre procent av fallen är en följd av genetiska syndrom som ärvts från föräldrarna, exempelvis ärftlig diffus ventrikelcancer. 
De flesta fall av cancer i magsäcken är carcinom. Carcinomen kan även delas in i ett antal subtyper. Lymfom och mesenkymala tumörer kan också utvecklas i magsäcken. Oftast utvecklas cancrar i magen under flera år, och utvecklingen sker genom ett antal steg. Diagnosen ställs oftast via biopsi som görs endoskopiskt. Detta följs av medicinska avbildning för att avgöra om sjukdomen har spridit sig till andra delar av kroppen. Japan och Sydkorea, två länder som har högt antal fall av magsäckscancer, screenar hela befolkningen.
En medelhavskost minskar risken för magsäckscancer, liksom gör rökstopp. Det finns preliminära bevis för att behandling av H. pylori minskar risken att insjukna i framtida cancer. Om cancern behandlas tidigt, kan den i många fall botas. Behandlingen kan inkludera en kombination av kirurgi, kemoterapi, strålbehandling och riktad behandling. Om behandling startas sent i förloppet kan palliativ vård vara rekommenderat. Behandlingsutfallet är ofta dåliga med mindre än 10 procents femårsöverlevnad globalt. Detta är till stor del eftersom de flesta personer med sjukdomen upptäcks då de redan nått ett avancerad stadium. I USA är fem-årsöverlevnaden 28% medan den i Sydkorea är över 65% vilket förklaras av mass-screening.
Globalt är magsäckscancer den femte vanligaste cancern och är den tredje vanligaste orsaken till död i cancer att utgör upp till sju procent av alla cancerfall och nio procent av alla dödsfall i cancer. Under 2012 insjuknade i 950 000 människor vilket orsakade 723 000 dödsfall. Före 1930-talet var magsäckscancer i stora delar av världen, inklusive USA och Storbritannien den vanligaste orsaken till död i cancer. Dödlighet har minskat i många områden i världen sedan dess. Detta tros bero på att man äter mindre saltade och inlagda livsmedel som en följd av utvecklingen av utbredningen av kylskåp som annars håller maten färsk. Magsäckscancer förekommer vanligast i Östra Asien och Östeuropa och den förekommer dubbelt så ofta hos män som hos kvinnor.

## Orsaker
Magsäckscancer kan bero på adenocarcinom, gastrointestinal stromacellstumör, carcinoid, lymfom, leiomyosarkom, med mera. Adenocarcinom utgör ungefär 95 % av samtliga fall.

## Symptom
Illamående och smärta, framför allt vid matintag (dysfagi), är vanliga symtom. Även viktnedgång, svart avföring och blodiga kräkningar förekommer. Buken kan svälla upp, personen kan få halsbränna,och en känsla av att vara mätt efter att endast ha smakat på mat. Symtom uppträder emellertid vanligen efter att cancern kommit i ett fortskridande skede. I långt framskriden cancer kan man känna tumörer på magen.

## Prevention
Kronisk magsäcksinflammation och kronisk infektion av Helicobacter pylori ökar risken för magsäckscancer. Vidare finns ett samband med rökning och dåliga matvanor.
Polyper i magen kan bli maligna, och den som har sådana har en ökad risk. Det finns troligen en ärftlig komponent i vissa fall.

## Diagnos
Diagnos ställs med  gastroskopi med åtföljande biopsi vilket i princip alltid utförs. Kirurgi är den rådande behandlingen vid magsäckscancer.

## Förekomst
Varje år upptäcks 1 000 nya fall av magsäckscancer i Sverige. Sjukdomen är ovanlig före 50 års ålder. De flesta, cirka 75 procent, är över 65 år när de får sin diagnos. Det är något vanligare att män får sjukdomen än kvinnor och ärftliga anlag kan ge en ökad risk för magcancer. Under de senaste åren har magsäckscancer minskat i Sverige.

## Prognos
Femårsöverlevnaden är 5–15 % för adenocarcinom i magen. Upptäckt i ett tidigt skede är överlevnaden 80 %.